# Retenue collinaire des Herbes Blanches
La retenue collinaire des Herbes Blanches, aussi appelée barrage des Herbes Blanches, est une grande retenue collinaire de l'île de La Réunion, département d'outre-mer français dans le sud-ouest de l'océan Indien.

## Géographie
Située à environ 1 680 mètres d'altitude au cœur de la Plaine des Cafres, sur le territoire de la commune du Tampon, elle a été construite entre 1974 et 1976, endommagée durant les années 1980 puis reconstruite plus récemment.

## Irrigation
Elle sert à fournir en eau les agriculteurs du plateau qu'elle surplombe, principalement les éleveurs de bovins.